# Piano Works

Piano Works est le troisième album du compositeur Craig Armstrong, sorti en 2004.

## Titres
1. "In My Own Words" - 2:44
2. "Heatmiser 2" - 4:01
3. "Hidden" - 1:50
4. "Gentle Piece" - 2:55
5. "Weather Storm" - 3:50
6. "Diffuse" - 1:17
7. "Leaving Paris" - 2:40
8. "Fugue" - 2:53
9. "Theme From Orphans" - 1:46
10. "1st Waltz" - 2:48
11. "Satine's Theme" - 0:33
12. "Morning Breaks" - 1:38
13. "Laura's Theme" - 2:37
14. "Glasgow Love Theme" - 2:02
15. "Delay" - 2:09
16. "Hymn 3" - 4:55
17. "Angelina" - 1:53
18. "Childhood 2" - 5:30
19. "Sunrise" - 10:20